# Charles Jensen
Charles Kristoffer Peter Jensen (* 24. Dezember 1885 in Bislev; † 5. Juni 1920 in Roskilde) war ein dänischer Turner.

## Erfolge
Charles Jensen, der für den Verein Århus 1900 turnte, nahm 1908 in London erstmals an Olympischen Spielen teil. Im Mehrkampf mit der dänischen Mannschaft verpasste er dabei als Vierter knapp einen Medaillengewinn.
Seine zweite olympische Teilnahme erfolgte 1912 bei den Olympischen Spielen in Stockholm. Bei diesen gehörte Jensen, nunmehr für den Kopenhagener Verein HB aktiv, zur dänischen Turnriege im Wettbewerb, der nach dem sogenannten freien System ausgetragen wurde. Dabei traten insgesamt fünf Mannschaften an, die aus 16 bis 40 Turnern bestehen und während des einstündigen Wettkampfs gleichzeitig antreten mussten. Es wurden die Ausführungen der geturnten Übungen an den Geräten bewertet, aber auch der Einmarsch zu Beginn und der Ausmarsch am Ende. Das Gesamtergebnis war ein Durchschnittswert der fünf Kampfrichterwertungen. Neben den Dänen traten auch Turnriegen aus Norwegen, Finnland, dem Deutschen Reich und Luxemburg an. Mit 114,25 Punkten setzten sich die Norweger gegen ihre Konkurrenten durch: Die Finnen erzielten 109,25 Punkte und belegten damit vor den drittplatzierten Dänen mit 106,25 Punkten den zweiten Platz.
Jensen gewann zusammen mit Axel Andersen, Hjalmart Andersen, Halvor Birch, Wilhelm Grimmelmann, Arvor Hansen, Christian Hansen, Marius Hansen, Hjalmar Johansen, Poul Preben Jørgensen, Carl Krebs, Vigo Meulengracht Madsen, Lukas Nielsen, Rikard Nordstrøm, Steen Olsen, Oluf Olsson, Carl Pedersen, Kristian Pedersen, Niels Petersen und Christian Svendsen die Bronzemedaille. Im Einzelmehrkampf belegte er mit 103,75 Punkten den 30. Platz.